# Radu Vodă, Călărași
Radu Vodă este un sat în comuna Lupșanu din județul Călărași, Muntenia, România.